# 新阿爾巴特街

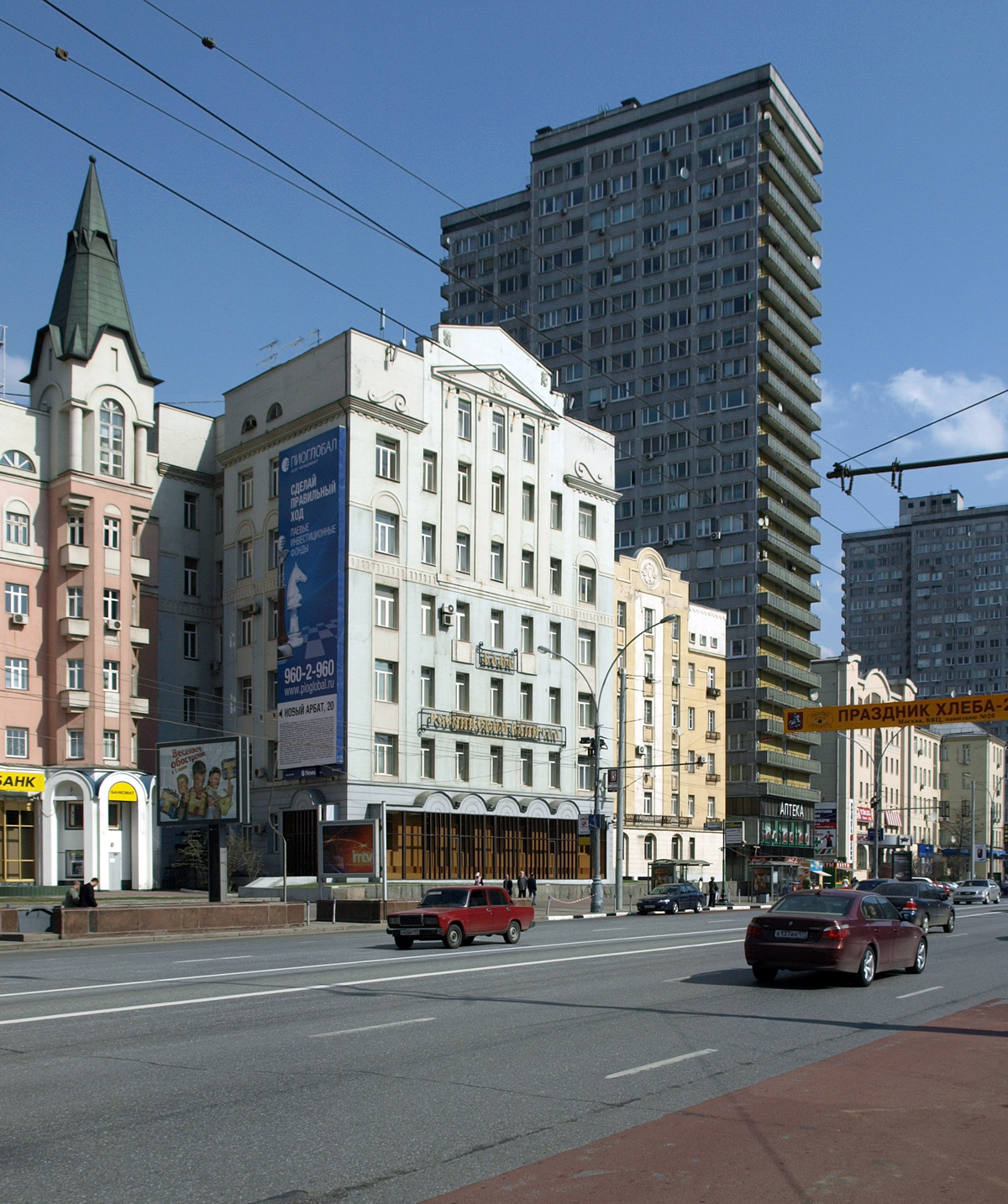
新阿爾巴特街16、18號建築

新阿爾巴特街（俄语：У́лица Но́вый Арба́т）是俄羅斯首都莫斯科的一條街道。呈東西走向，東起沃茲德維任卡大街（與莫斯科林蔭環路交匯），西經庫圖佐夫大街（新阿爾巴特橋）和莫扎伊斯克公路，通往斯摩棱斯克。長1.5公里。
1935年被納入莫斯科總體規劃中，但工程因二次大戰中止。1968年完工。1994年前稱加里寧大街，當年10月25日起易名至今。